# Epidendrum cristatum
Epidendrum cristatum é uma espécie de planta do grupo Epidendrum.

## Taxonomia
A espécie foi decrita em 1798 por Hipólito Ruiz López.
Os seguintes sinônimos já foram catalogados:
- Epidendrum alexandri  Schltr.
- Epidendrum bathyschistum  Schltr.
- Epidendrum calliferum  Lem.
- Epidendrum hexadactylum  Barb.Rodr.
- Epidendrum longovarium  Barb.Rodr.
- Epidendrum raniferum  Lindl.
- Epidendrum raniferum hexadactylum  (Barb.Rodr.) Cogn.
- Epidendrum raniferum lofgrenii  Cogn.
- Epidendrum raniferum luteum  Lindl.
- Epidendrum raniferum obtusilobum  Cogn.
- Epidendrum validum  Schltr.

## Descrição
Epidendrum cristaum é uma orquídea muito grande, crescendo até 8 metros de altura. Tal como acontece com outros membros do subgênero, os caules de E. cristatum não são inchados e são recobertos por bainhas tubulares fechadas que apresentam folhas dísticas, um pouco coriáceas, lanceoladas (até 3 cm de comprimento por 4 cm de largura) na parte superior do caule. A inflorescência paniculada terminal cresce através de várias espatas alargadas, dispostas em leque, que cobrem o pedúnculo. As flores amarelo-esverdeadas geralmente têm marcas marrom-púrpura. As sépalas obtusas convexas oblongas podem crescer até 2,8 cm de comprimento, ligeiramente mais longo que as pétalas lineares. O labelo é adnado à coluna até seu ápice com formato que lembra um pente.
O número diplóide de cromossomos de E. cristatum 2 n=40, sendo o número de cromossomos haploides n=20.

## Forma de vida
É uma espécie epífita, rupícola, terrícola e herbácea.

## Conservação
A espécie faz parte da Lista Vermelha das espécies ameaçadas do estado do Espírito Santo, no sudeste do Brasil.

## Distribuição
A espécie é encontrada nos estados brasileiros de Amazonas, Bahia, Espírito Santo, Minas Gerais, Mato Grosso, Pará, Paraná, Rio de Janeiro, Santa Catarina e São Paulo. A espécie é encontrada nos  domínios fitogeográficos de Floresta Amazônica, Caatinga, Cerrado e Mata Atlântica, em regiões com vegetação de campos rupestres, mata ciliar, floresta de terra firme e vegetação sobre afloramentos rochosos.

É encontrada em outros países além do Brasil, como no distrito de El Carmen da Frontera, no Peru, e em partes do México.